# Bodalla
Bodalla – miasto w Australii, w stanie Nowa Południowa Walia.